# ГЕС Каньйон
ГЕС Каньйон – гідроелектростанція у Шрі-Ланці. Знаходячись перед ГЕС Нова Лакспана, становить верхній ступінь однієї з гілок гідровузла у сточищі річки Келані, яка на північній околиці Коломбо впадає до Лаккадівського моря (західне узбережжя острова).
В межах проекту річку Маскелі-Оя (лівий витік Келані) перекрили бетонною гравітаційною греблею висотою 41 метр та довжиною 188 метрів, яка утримує водосховище з об’ємом 114,7 млн м3 (корисний об’єм 107,9 млн м3). Зі сховища через правобережний масив прокладено дериваційний тунель довжиною 4,1 км, який переходить у два напірні водоводи довжиною по 0,8 км з діаметром 2,5 метра.
Машинний зал обладнали двома турбінами типу Френсіс потужністю по 32 МВт (загальна потужність станції рахується як 60 МВт). При чистому напорі у 196 метрів вони повинні забезпечувати виробництво 160 млн кВт-год електроенергії на рік. 
Відпрацьована вода потрапляє у водосховище греблі Каньйон та спрямовується на наступну станцію гідровузла.
Видача продукції відбувається по ЛЕП, розрахованій на роботу під напругою 132 кВ.